# 白萊遜

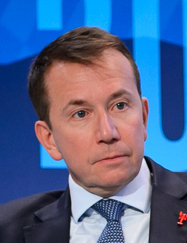
攝於2017年

白萊遜PC（生于1967年5月10日）是加拿大前政治家。从1997年联邦选举到2000年7月，並从2000年11月到2019年2月，白萊遜担任Kings-Hants選區议员（MP）。他是第一位公开同性恋身份的进步保守党议员。2003年，在进步保守党和社会上更为保守的加拿大聯盟投票决定并入加拿大保守黨的几天后，白萊遜轉向加入自由党。
白萊遜出生于新斯科舍省的温莎（Windsor），毕业于戴尔豪斯大学。2000年进入议会，于2004年至2006年在保罗·马丁政府担任公共工程和政府服务部长。 2005年，他被瑞士达沃斯世界經濟論壇评为“全球青年领袖”之一。於2006年至2013年反对党期间，白萊遜一直担任自由党的金融评论家。直到2019年1月，他在賈斯汀·杜魯多的内閣担任加拿大國庫委員會主席。
2019年1月10日，白萊遜宣布不参加2019年加拿大聯邦大選，辞去内阁职务。 2019年2月6日，他宣布从2019年2月10日起辞去加拿大下議院的席位离开政界后，白萊遜成为滿地可銀行投资和企业银行业务副主席，并且是加拿大美国商业委员会顾问委员会的成员。